# 塩崎城
塩崎城（しおざきじょう）は、長野県長野市篠ノ井塩崎にあった日本の城（山城）。善光寺平（長野盆地）の最南端に位置する。千曲川西岸にあり、対岸の屋代城と共に狭隘部を抑える軍事上の重要拠点となった。

## 歴史
築城年代は不明だが建武2年（1335年）の中先代の乱により、この地の支配者であった武水別神社神官家の四宮氏を滅ぼし（青沼合戦）、四宮荘や船山守護所を警備するため小笠原貞宗が一族の赤沢氏を入れて築かせた。
応永7年（1400年）大塔合戦に敗れた守護の小笠原長秀が京都に逃げ帰った後、幕府領国となってからも派遣された幕府代官細川慈忠の支配に抵抗する村上満信らは生仁城や篠ノ井段の原、この城でも合戦を繰り広げている（応永10年（1403年））。
赤沢氏はこの地に残って村上氏の支配下にいた。しかし永享8年（1436年）守護となった宗家の小笠原政康が村上頼清を排除。これにより宗家の下で勢力を取り戻した赤沢氏は庶流の桑原氏に命じて小坂城を築かせ稲荷山・桑原方面を任せる。しかし文安3年（1446年）漆田原の戦い等、小笠原氏宗家の内紛に巻き込まれた赤沢氏は勢力を衰退した。これを圧迫して桑原氏が主家の赤沢氏に取って変わって塩崎城に入り塩崎氏を名乗り戦国初期までこの地を拠点とする。
甲斐武田氏の信濃侵攻に際して小笠原長時に従って抵抗するも敗れ、塩崎氏は村上義清の支配下にあった屋代氏らと共に真田幸隆の調略に応じて天文22年（1553年）に武田氏へ臣従し明け渡している。
川中島の戦いでは重要な拠点として使われた。最大の激戦として知られる永禄4年（1561年）の第四次川中島の戦いでは、始めに武田信玄の本陣が置かれたのは茶臼山ではなく塩崎城だったとする説もある。永禄7年（1564年）の第五次川中島の戦い（塩崎の対陣）でも、武田軍は塩崎城に布陣して上杉軍と対峙した。なお、近年では永禄10年（1567年）にも第六次川中島の戦いがあったとする有力な新説が登場し、塩崎の対陣はこの戦いの時の出来事が後世に混同されたとする研究者もいる。
川中島の戦い以後の記録は不明で、善光寺平南部における政治・軍事上の拠点は海津城に置かれた。武田氏滅亡後は越後上杉氏の支配下に置かれたと思われ、この城跡には甲州流築城術の特徴と上杉系の築城痕跡の混在が認められると言われる。南の平野部に稲荷山城が築城された天正10年（1582年）前後、遅くとも慶長3年（1598年）上杉家が会津への国替えになった頃には廃城に至ったと思われる。